# Диклићи (Требиње)
Диклићи су насељено мјесто у граду Требиње, Република Српска, БиХ. Према попису становништва из 2013. у насељу је живјело свега 5 становника.

## Становништво
| Демографија | Демографија | Демографија |
| Година      | Становника  | Становника  |
| ----------- | ----------- | ----------- |
| 1971.       | 50          |             |
| 1981.       | 29          |             |
| 1991.       | 13          |             |